# Martin Frantz
Martin Frantz (Młodszy) (ur. 1679 w Rewlu (obecnie: Tallinn), zm. 6 listopada 1742 w Legnicy) – architekt działający w pierwszej połowie XVIII wieku na Dolnym Śląsku.

## Życiorys
Urodził się w Rewlu (od 1918 Tallin) w rodzinie niemieckojęzycznych Szwedów, ochrzczono go w kościele ewangelickim 4 marca 1681. Jego biologiczny ojciec Marcin Frantz (Starszy) był budowniczym miejskim, ale zmarł w 1683. Matka Elsgen z domu Seyer poślubiła Georga Winklera, który był budowniczym i starszym cechu murarzy. Gdy Marcin Frantz ukończył trzynaście lat został uczniem cechu murarzy, a po pięciu latach (18 lutego 1697) czeladnikiem. Jak każdy czeladnik aby zdobyć praktykę wyruszył aby praktykować na budowach i zdobywać kolejne umiejętności i zajmować coraz wyższe w hierarchii budowlanej stanowiska. Przez Pomorze dotarł na Śląsk i jak ojciec został budowniczym. Pewne jest, że w 1704 zamieszkał w Legnicy i rozpoczął praktykę na kierowanej przez Johanna Georga Knolla budowie kolegium Jezuitów. Knoll zmarł nagle w listopadzie 1704, jego stanowisko przejął Marcin Frantz. Rok później poślubił Barbarę Elżbietę Schönwalder, dzięki czemu uzyskał prawa obywatelskie i został przyjęty na pełnoprawnego mistrza cechu legnickich murarzy. Po Ugodzie Altransztadzkiej miały na terenie Prus powstać tzw. Kościoły łaski, protestanci zwrócili się do Frantza aby zaprojektował dwie takie świątynie, w Jeleniej Górze i Kamiennej Górze. W pierwszym z miast zaprojektował kościół pw. Św. Krzyża (1709-1715) oraz budynek parafii i gimnazjum, ponadto był autorem projektu kamienicy Baumgartenów i ich kaplicy na przykościelnym cmentarzu. Fundatorem budynku parafialnego i gimnazjum był Bonito von Mohrenthal, który zlecił Frantzowi w 1710 przebudowę swojego pałacyku w Pieszycach. W następnych latach projektował zarówno budowle sakralne, jak i świeckie. Zachowane dokumenty są dowodem na to, że jego sytuacja materialna często bywała zła, zalegał z podatkami i nie posiadał własnej nieruchomości. Po 1720 był autorem budowy lub przebudowy dworków i pałaców w Łomnicy, Grodźcu, Siedlcach i Parchowie. Od 1728 do 1732 był zaangażowany w budowę pałacu w Chocianowie dla hr. Rederna, a w 1734 dla Holtzhausenów wybudowała pałac w Rząśniku. Równocześnie w 1729 zaprojektował kościół Bożego Ciała w Szprotawie, jego budowa trwała do 1740. W tym czasie Frantz zaprojektował w 1732 wieżę szprotawskiego ratusza. Został zaangażowany przez Augustianów z Żagania do odbudowy spalonego kościoła Najświętszej Marii Panny, a w 1736 do budowy kościoła św. Marcina w Sicinach. Ostatnią realizacją był kościoła św. Mikołaja w Stanowie k. Szprotawy.
Architekt zmarł w 1742 r. w Legnicy gdzie został pochowany na cmentarzu przy kościele Piotra i Pawła (obecnie katedra diecezji legnickiej), który znajdował się na miejscu dzisiejszego placu Słowiańskiego.
Z małżeństwa z Elżbietą Schönwälder miał dwie córki i syna Karola Marcina, również architekta.

## Działalność architektoniczna

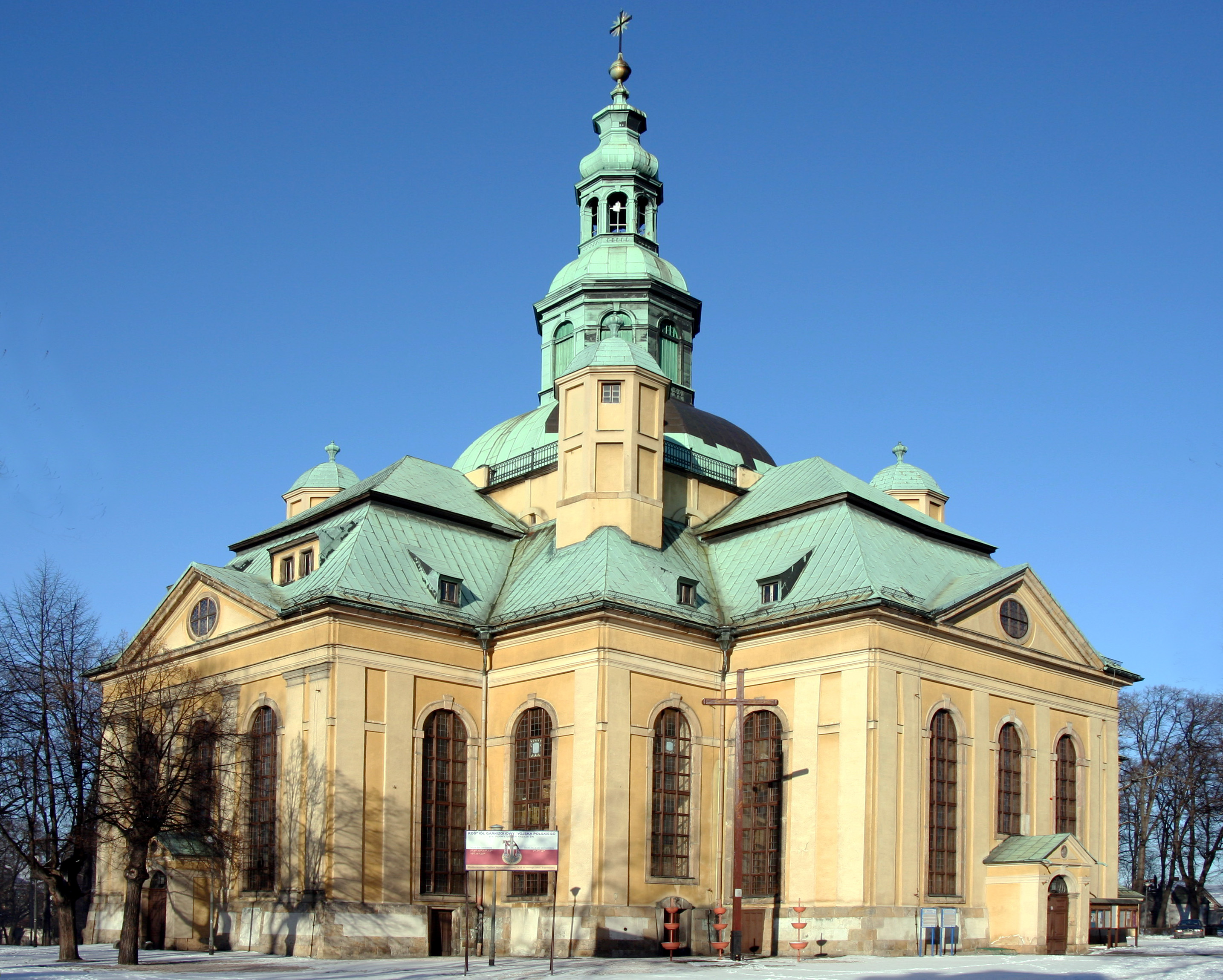
Kościół Podwyższenia Krzyża Świętego w Jeleniej Górze

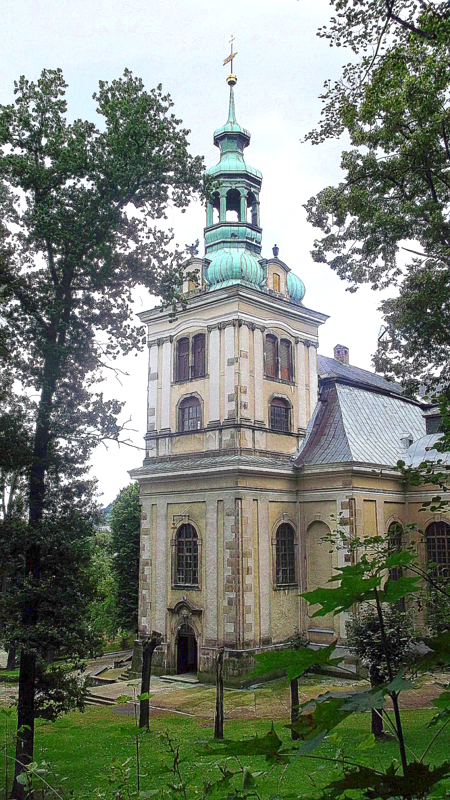
Kamienna Góra, kościół pw. Matki Bożej Rażańcowej

Autor kilkudziesięciu budowli barokowych na Śląsku, w tym:
- 1698-1708 – kolegium pijarów w Legnicy, realizacja projektu Johanna Georga Knolla;
- 1705-1706 – zamek w Pieszycach;
- 1707 – klasztor Franciszkanów w Legnicy;
- 1709-1717 – Kościoła Łaski Pod Krzyżem Chrystusa w Jeleniej Górze – obecnie: Kościół Podwyższenia Krzyża Świętego w Jeleniej Górze[2], gimnazjum i budynek parafialny;
- 1709-1717 – Kościoła Łaski pw. Trójcy Świętej w Kamiennej Górze – obecnie Kościół Matki Bożej Różańcowej w Kamiennej Górze;
- 1709-1710 – dom parafialny w Kamiennej Górze;
- 1710-1715 – kamienica Baumgartenów w Jeleniej Górze;
- 1712 – dom parafialny w Cieplicach;
- 1715-1727 – Kościół św. Jana Chrzciciela w Legnicy, realizacja projektu Johanna Georga Knolla;
- 1716 – kaplica grobowa rodziny Glaffey w Jeleniej Górze;
- 1719 – kaplica grobowa rodziny Baumgarten w Jeleniej Górze;
- 1718-1726 – zespół pałacowy w Grodźcu;
- 1720 – zamek w Łomnicy;
- 1723-1728 – zamek w Chróstniku;
- 1726 – wieża kościoła ewangelickiego w Twardocicach
- 1728 – wieża kościoła katolickiego w Śmiałowicach;
- 1728-1730 – tzw. Dom Lubuski w Legnicy, realizacja projektu Johanna Georga Knolla;
- 1728-1732 – zamek i zabudowa gospodarcza w Chocianowie;
- 1729-1740 – kościół Bożego Ciała w Szprotawie;
- 1730 – pałac w Siedlcach;
- 1732-1733 – wieża ratusza w Szprotawie;
- 1732 – kościół katolicki pw. śś. Piotra i Pawła w Twardocicach;
- 1732-1738 – przebudowa kościoła katolickiego pod wezwaniem Wniebowzięcia Najświętszej Marii Panny w Żaganiu;
- 1734 – zamek w Rząśniku;
- 1734 – kościół pw. św. Walentego na Winnej Górze w Lubiążu;
- 1735 – projekt dworu i stajni w Żaganiu;
- 1735 – projekt ołtarza kościoła jezuitów w Żaganiu;
- 1736-1738 – Kościoła pw. św. Marcina w Sicinach[3]
- 1740-1743 – kościół pw. św. Mikołaja w Stanowie.